# Brittney Powell
Brittney Powell (Würzburg, 4 maart 1972) is een Duitse/Amerikaanse actrice en model.

## Carrière
Powell begon in 1992 met acteren in de televisieserie 2000 Malibu Road. Hierna heeft zij nog meerdere rollen gespeeld in televisieseries en films zoals A Friend to Die For (1994), High Sierra Search and Rescue (1995), Pacific Palisades (1997), Xena: Warrior Princess (2000), General Hospital (2002-2003) en Port Charles (2002-2003).
Powell verscheen in de beginjaren '90 een paar keer als model in de Playboy onder haar artiestennaam Brittnay Rache. In 1991 stond zij ook model voor de omslag van een album van de hardrockband Britny Fox

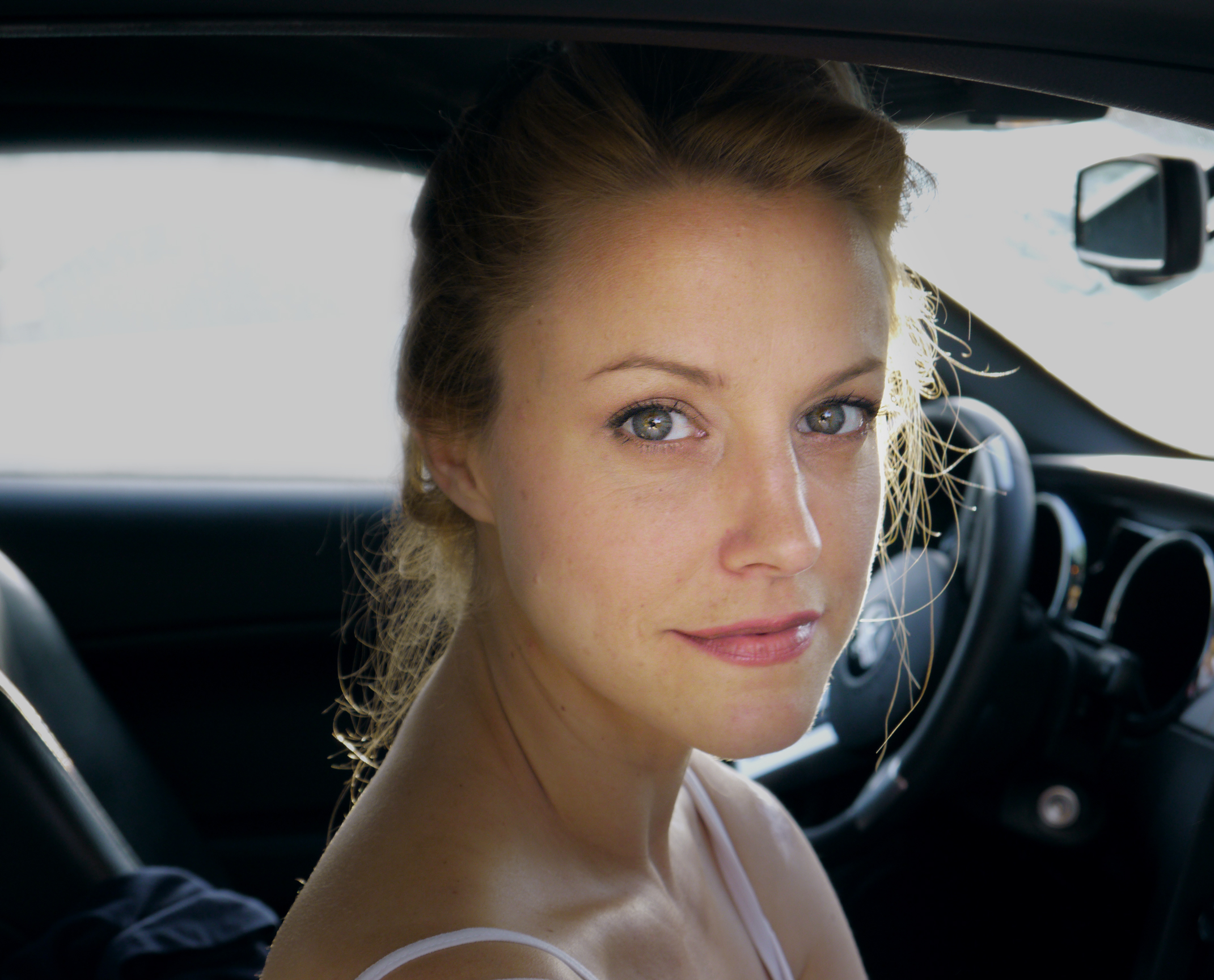
Brittney Powell in 2012

## Filmografie

### Films
Uitgezonderd korte films.
- 2018: I May Regret - als Jenna
- 2018: Trouble Is My Business - als Jennifer Montemar
- 2012: Devils Inside – als Elizabeth
- 2012: The Polterguys – als vriendin van dr. Cox
- 2010: Stacy's Mom – als moeder van Stacy
- 2009: Midgets Vs. Mascots – als Bonnie
- 2007: Misty & Sara – als Sara Parsons
- 1997: L.A. Johns – als Liz Shelby
- 1996: That Thing You Do! – als Shades Fan
- 1996: Fled – als Faith / Cindy
- 1994: A Friend to Die For – als hoofd van de cheerleaders
- 1994: Dragonworld – als Beth Armstrong
- 1994: The Unborn II – als Sally Anne Phillips
- 1993: Airborne – als Nikki
- 1993: To Be the Best – als Cheryl
- 1992: Round Trip to Heaven – als deelneemster

### Televisieseries
Uitgezonderd eenmalige gastrollen.
- 2011: Invention with Brian Forbes - als lady Beatrice Poon Bo-Hey No - 2 afleveringen
- 2009: Safety Geeks: SVI – als dr. Randy Minki – 11 afleveringen
- 2004: – 2005 Phil of the Future – als Keely – 2 afleveringen
- 2004: Girlfriends – als Natalie Kyle – 2 afleveringen
- 2002 – 2003: General Hospital – als Summer Holloway – 78 afleveringen
- 2002 – 2003: Port Charles – als Summer Holloway - ? afleveringen
- 2000 – 2001: Titans – als Maureen Keller – 3 afleveringen
- 2000: Xena: Warrior Princess – als Brunnhilda – 3 afleveringen
- 1999 – 2000: Pensacola: Wings of Gold – als Janine Kelly – 2 afleveringen
- 1999: Beverly Hills, 90210 – als Robin – 2 afleveringen
- 1997: Pacific Palisades – als Beth Hooper - 13 afleveringen
- 1995: High Sierra Search and Rescue – als Kaja Wilson – 6 afleveringen
- 1992: Califirnia Dreams – als Randi Jo - 3 afleveringen

- Bibliothèque nationale de France: cb14217276r (data)
- International Standard Name Identifier: 0000 0000 1082 6800
- Virtual International Authority File: 5143588